# ايرين أندرسون
ايرين أندرسون (بالإنجليزية: Ernestine Anderson)‏ هي مغنية أمريكية، ولدت في 11 نوفمبر 1928 في هيوستن في الولايات المتحدة، وتوفيت في 10 مارس 2016 في شورلين في الولايات المتحدة.

## وصلات خارجية
- ايرين أندرسون على موقع ميوزك برينز (الإنجليزية)
- ايرين أندرسون على موقع أول ميوزيك (الإنجليزية)
- ايرين أندرسون على موقع ديسكوغز (الإنجليزية)